# Hermonassa cyanolepis
Hermonassa cyanolepis là một loài bướm đêm trong họ Noctuidae.